# Station London Waterloo East
|  |
|  |

London Waterloo East is een spoorwegstation in Londen, te onderscheiden van het nabijgelegen Station London Waterloo, waarmee het met een voetbrug is verbonden.
Het station is ruim 1 km verwijderd van het kopstation Charing Cross, aan de South Eastern Main Line naar Dover. Het station wordt bediend door treinen van Southeastern (niet te verwarren met de oorspronkelijke exploitant South Eastern Railway).
De locatie van beide stations is afgebeeld op de onderste kaart.
De perrons van Waterloo East zijn, om verwarring met perrons van station Waterloo te voorkomen, aangeduid met letters (A t/m D).
De meest nabijgelegen metrostations zijn Southwark aan de Jubilee line en Waterloo aan de Bakerloo line, Northern line en Waterloo & City line.